# La Chapelle-en-Vexin
La Chapelle-en-Vexin egy község Franciaországban. Lakosainak száma 316 fő (2022. január 1.).

## Földrajza
La Chapelle-en-Vexin Parnes, Ambleville, Buhy, Montreuil-sur-Epte és Saint-Gervais községekkel határos.